# Run To The Sky
《Run To The Sky》는 엠씨 더 맥스의 노래이다. KBS 만화 《아이언 키드》 주제가이다.